# تشارلي فوكس (لاعب كرة قاعدة)
تشارلي فوكس (بالإنجليزية: Charlie Fuchs)‏ هو لاعب كرة قاعدة أمريكي، ولد في 18 نوفمبر 1912 في Union Hill, New Jersey ‏ في الولايات المتحدة، وتوفي في 10 يونيو 1969 في Weehawken, New Jersey ‏ في الولايات المتحدة.

## وصلات خارجية
- تشارلي فوكس (لاعب كرة قاعدة) على موقع دوري كرة القاعدة الرئيسي (الإنجليزية)
- تشارلي فوكس (لاعب كرة قاعدة) على موقعبيزبول رفرنس.كوم (الدوري الرئيسي) (الإنجليزية)
- تشارلي فوكس (لاعب كرة قاعدة) على موقعبيزبول رفرنس.كوم (الدوري الثانوي) (الإنجليزية)